# David Hentschel
David Hentschel (Sussex, 18 december 1952) is een Brits muziekproducent, opnameleider, muzikant en schrijver. 
Hentschel werkte met onder anderen Genesis, Elton John, Ringo Starr, Queen, Marti Webb, Andy Summers, George Harrison en Mike Oldfield. 
Als synthesizerspeler was hij betrokken bij een aantal hits van Elton John: Rocket Man en Funeral for a Friend. Hentschel speelt op een ARP 2500 analoge synthesizer. Ook schreef hij de muziek voor de films Operation Daybreak (1975), Seven Nights in Japan (1976), The Squeeze (1977) en Educating Rita (1983).
Hij maakte een eigen album Startling Music, bestaande uit covers van Ringo Starrs eerste album, in samenwerking met onder anderen Starr en Phil Collins.